# Tilidin (Lied)
Tilidin ist ein Lied der Deutschrapper Capital Bra und Samra. Das Stück erschien am 21. Juni 2019 als erste Singleauskopplung ihres Kollaboalbums Berlin lebt 2.

## Entstehung
Geschrieben wurde das Lied von Vladislav Balovatsky (Capital Bra), Hussein Akkouche (Samra) und Konstantinos Tzikas (Greckoe). Das Lied wurde von dem Produzententeam Beatzarre und Djorkaeff aus Berlin produziert. Das Lied erschien als erste Singleauskopplung und zehnter Titel des Albums Berlin lebt 2 beim Major-Label Universal Urban.
Das Musikvideo wurde am 20. Juni 2019 auf YouTube veröffentlicht. Das in Berlin gedrehte Video zeigt mehrere Plätze, darunter eine Autobahn, den U-Bahnhof Augsburger Straße und einen Späti. Musikalisch orientiert sich das Lied – wie von vorherigen Werken gewohnt – am Straßenrap.

## Inhalt
Inhaltlich geht es um Drogenmissbrauch von Alkohol und Tilidin. Letzteres ist ein Opioid, welches zur Behandlung von starken Schmerzen eingesetzt wird. Der Substanzmissbrauch soll die Alltagssorgen vergessen machen. Das Lied behandelt auch das harte Leben auf der Straße und die Konsequenzen daraus. Capital erwähnt unter anderem seine Vergangenheit in der Drogenkriminalität. Im Song Lieber Gott (auf dem Album Berlin Lebt 2 mit Samra) verrät Capital Bra, dass er in der Vergangenheit bereits in Berührung mit Tilidin gekommen ist, dies aber mittlerweile bereue.

## Rezeption

### Charts und Chartplatzierungen
In Deutschland, Österreich und Schweiz erreichte Tilidin jeweils Platz eins. Für Samra war es die sechste und für Capital Bra war es die 15. Nummer-eins-Single in den deutschen Charts. Die Single ist mit rund drei Millionen Aufrufen der meistgestreamte Song innerhalb eines Tages.
| ChartsChartplatzierungen | Höchstplatzierung | Wochen |
| ------------------------ | ----------------- | ------ |
| Deutschland (GfK)        | 1 (40 Wo.)        | 40     |
| Österreich (Ö3)          | 1 (38 Wo.)        | 38     |
| Schweiz (IFPI)           | 1 (35 Wo.)        | 35     |

| ChartsJahrescharts (2019) | Platzierung |
| ------------------------- | ----------- |
| Deutschland (GfK)         | 9           |
| Österreich (Ö3)           | 12          |
| Schweiz (IFPI)            | 26          |

### Auszeichnungen für Musikverkäufe
Im Januar 2021 wurde Tilidin in Österreich mit zwei Platin-Schallplatten für über 60.000 verkaufte Einheiten ausgezeichnet. In Deutschland wurde das Lied etwa drei Monate später im April 2021 mit drei Goldenen Schallplatten für über 600.000 Verkäufe ausgezeichnet.

| Land/Region        | Auszeichnungen für Musikverkäufe (Land/Region, Auszeichnung, Verkäufe) | Verkäufe |
| ------------------ | ---------------------------------------------------------------------- | -------- |
| Deutschland (BVMI) | 3× Gold                                                                | 600.000  |
| Österreich (IFPI)  | 2× Platin                                                              | 60.000   |
| Insgesamt          | 3× Gold · 2× Platin ·                                                  | 660.000  |